# Wojciech Sokołowski
Wojciech Sokołowski herbu Pomian (ur. ok. 1586, zm. 21 września 1631 w Poznaniu) – dziekan kruszwicki w 1614 roku, jezuita, filozof i teolog.

## Życiorys
Wojciech Sokołowski był synem Jarosława i Elżbiety z Grochowskich, bratem kasztelana bydgoskiego Stanisława i biskupa kijowskiego Aleksandra.
Po ukończeniu retoryki i studiów filozoficznych w 1606 wstąpił do zakonu jezuitów. Uczył się u jezuitów w Braniewie od 1607 roku. Po zakończeniu dwuletniego nowicjatu uzupełniał retorykę i przygotowywał się do pracy dydaktycznej w jezuickim seminarium nauczycielskim w Lublinie a następnie odbył czteroletnie studia filozoficzne w kolegium jezuitów w Poznaniu. W lecie 1613 roku otrzymał święcenia kapłańskie. Studiował w Louvain, Bolonii (1614) i Rzymie. Wstąpił w Rzymie do karmelitów bosych i w 1619 roku złożył profesję zakonną.
W roku 1617 rozpoczął pracę profesorską w poznańskim kolegium, w którym wcześniej ukończył teologię. Wykładał tam przez rok teologię polemiczną. W latach 1618–21 wykładał filozofię w kolegium jezuitów w Kaliszu, gdzie jednym profesorów i prefektem szkół wyższych był Marcin Śmiglecki. W tym okresie Sokołowski ogłosił drukiem cztery prace. Pierwsze trzy z nich to zbiory tez przeznaczone na dysputy studenckie, dotyczące filozofii przyrody: Conclusiones physicae (1619), Propositiones philosophicae ex quatuor libris Aristotelis. De coelo (1619) oraz Conclusiones philosohicae. De ortu et internitu caeterisque mutitationubiscorporum generalibium. De corporibus simplicibus mundi et mistorum elementis (1620). Wydane w 1621 roku Decreta prudentissimi peripatetici senatus principe sapientissimo Aristotele Stagirita to zbiór 500 rozstrzygnięć czyli twierdzeń. Wszystkie zbiory odnoszą się głównie do dzieł Arystotelesa.
W latach 1621–30 Sokołowski wykładał teologię scholastyczną w kolegium jezuickim w Poznaniu. Z tego okresu pracy profesorskiej zachowały się w rękopisie jego wykłady, spisane przez jednego ze studentów.

## Dzieła
Najważniejszym dziełem Wojciecha Sokołowskiego są Decreta. Zbiór ten jest jednym z najwcześniejszych dokumentów działalności filozoficznej jezuitów w Polsce oraz najobszerniejszą po Logice Śmigleckiego pracą wydaną przez nich w I połowie XVII wieku. Autor przedstawił w nim zagadnienia wybrane z Arystotelesa przede wszystkim w duchu komentatorów chrześcijańskich, którzy uzupełniali opinie greckiego filozofa nowymi kwestiami. Posługiwał się współczesnymi opracowaniami, zwłaszcza jezuitów, umiejętnie wzbogacając treści rozważań własnymi modyfikacjami. Przedstawiona przez Sokołowskiego w zbiorze Decreta filozofia czerpie w dużym stopniu z arystotelizmu różniąc się od niego pod niejednym względem.